# MG Marvel R
Le MG Marvel R est un SUV compact 100 % électrique produit en Chine par le constructeur automobile d'origine britannique MG Motor, appartenant au groupe chinois SAIC, depuis 2021.

## Présentation

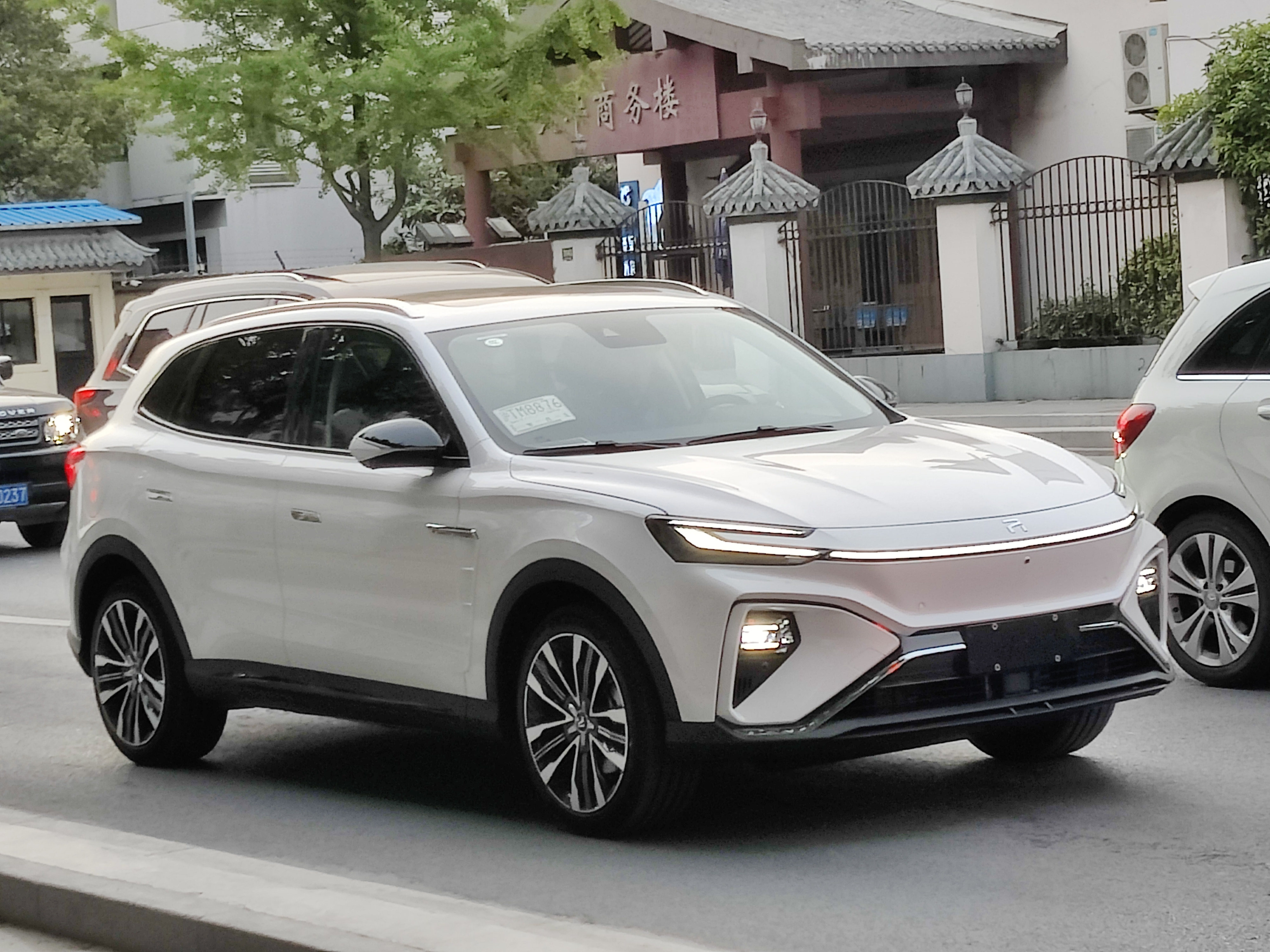
Un R Marvel R à Shanghai.

Le SUV Marvel R est d'abord dévoilé en mars 2020 en Chine sous le label R, une nouvelle entité électrique du groupe SAIC. Puis, il est présenté en Europe le 16 mars 2021 où il est commercialisé à partir du mois de mai 2021.

## Caractéristiques techniques

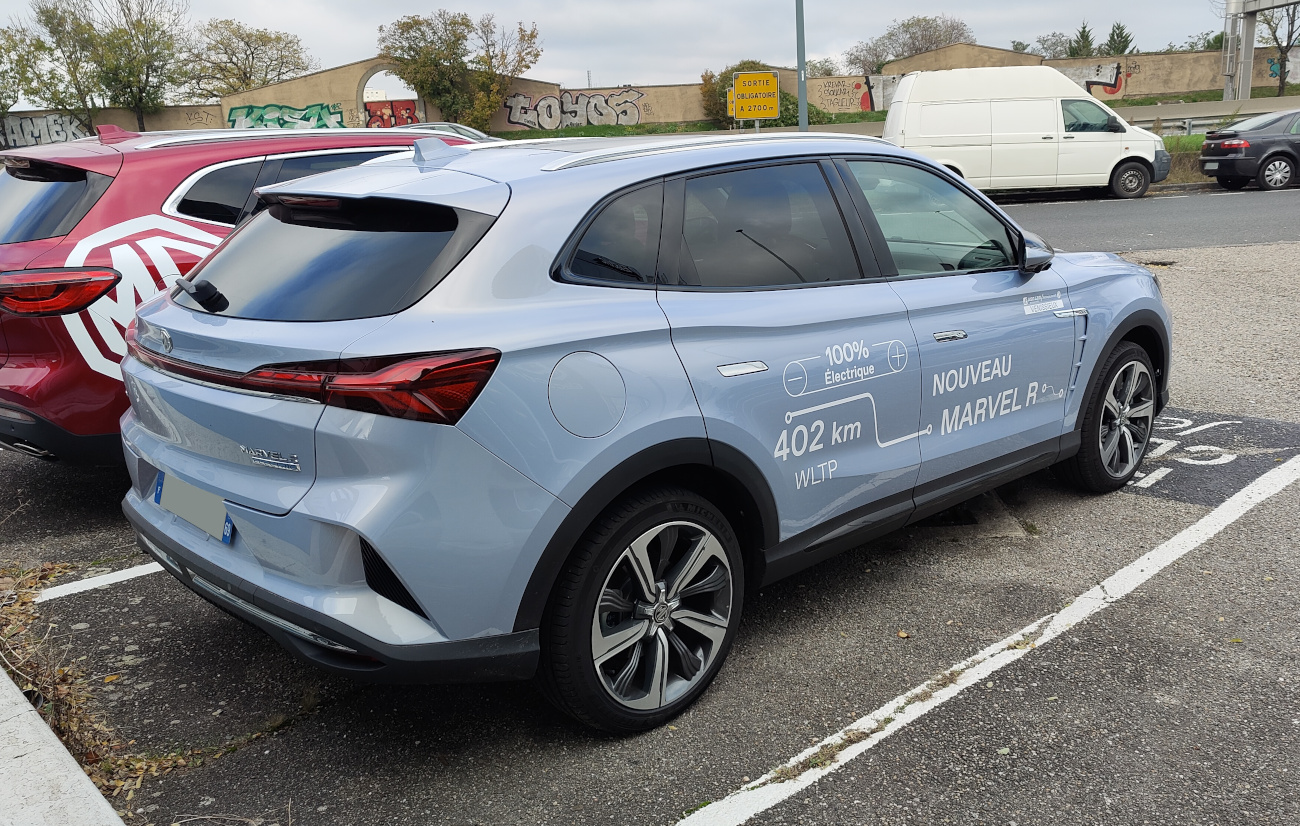
L'arrière du MG Marvel R.

Le Marvel R est une version profondément révisée du Roewe Marvel X produit depuis 2018 et commercialisé en Chine.
Les versions deux roues motrices bénéficient d'un coffre supplémentaire de 150 litres à l'avant grâce à l'absence de moteur sous le capot.
Le véhicule obtient un score de 4/5 en nombre d'étoiles sur le barème Euro NCAP de 2021, d'après Euro NCAP.

### Motorisations
Le MG Marvel R dispose selon les versions de deux moteurs électriques sur l'essieu arrière (propulsion) ou d'un moteur à l'avant combiné à deux moteurs à l'arrière (transmission intégrale).
La version à deux roues motrices est dotée de deux moteurs électriques sur l’essieu arrière pour une puissance cumulée de 180 ch et annonce une autonomie de 402 km. La version la plus puissante propose un moteur de 85 kW à l'avant et deux moteurs à l'arrière d'une puissance combinée de 134 kW, soit 288 ch (212 kW) de puissance maximale et un couple de 665 N m.

### Batterie
La Marvel R est dotée d'une batterie d'une capacité de 69,9 kWh.
| Logo de MG                               | Caractéristiques techniques | Caractéristiques techniques  |
| Logo de MG                               | Marvel R 4x2                | Marvel R 4x4                 |
| ---------------------------------------- | --------------------------- | ---------------------------- |
| Puissance moteur électrique (kW)         | arrière : 52 + 80           | avant : 80 arrière : 52 + 80 |
| Puissance maximale (ch)                  | 180                         | 288                          |
| Couple maximal (N m)                     | 410                         | 665                          |
| Transmission                             | Propulsion                  | Intégrale                    |
| Vitesse maximale (en km/h)               | 200                         | 200                          |
| 0-100 km/h (en s)                        | 7,9                         | 4,9                          |
| Masse à vide (kg)                        | 1810                        | 1920                         |
| Batterie                                 |                             |                              |
| Type                                     | Lithium Ion                 | Lithium Ion                  |
| Capacité brute (kWh)                     | 69,9                        | 69,9                         |
| Autonomie WLTP (km)                      | 402                         | 370                          |
| Temps de recharge (de 5 % à 80 %)        |                             |                              |
| sur une prise domestique                 | 29h00                       | 29h00                        |
| sur une prise domestique (Wallbox 11 kW) | 4h48                        | 4h48                         |
| sur une borne 150 kW                     | 43 min                      | 43 min                       |

## Finitions
- Comfort
- Luxury
- Performance

## Concept car

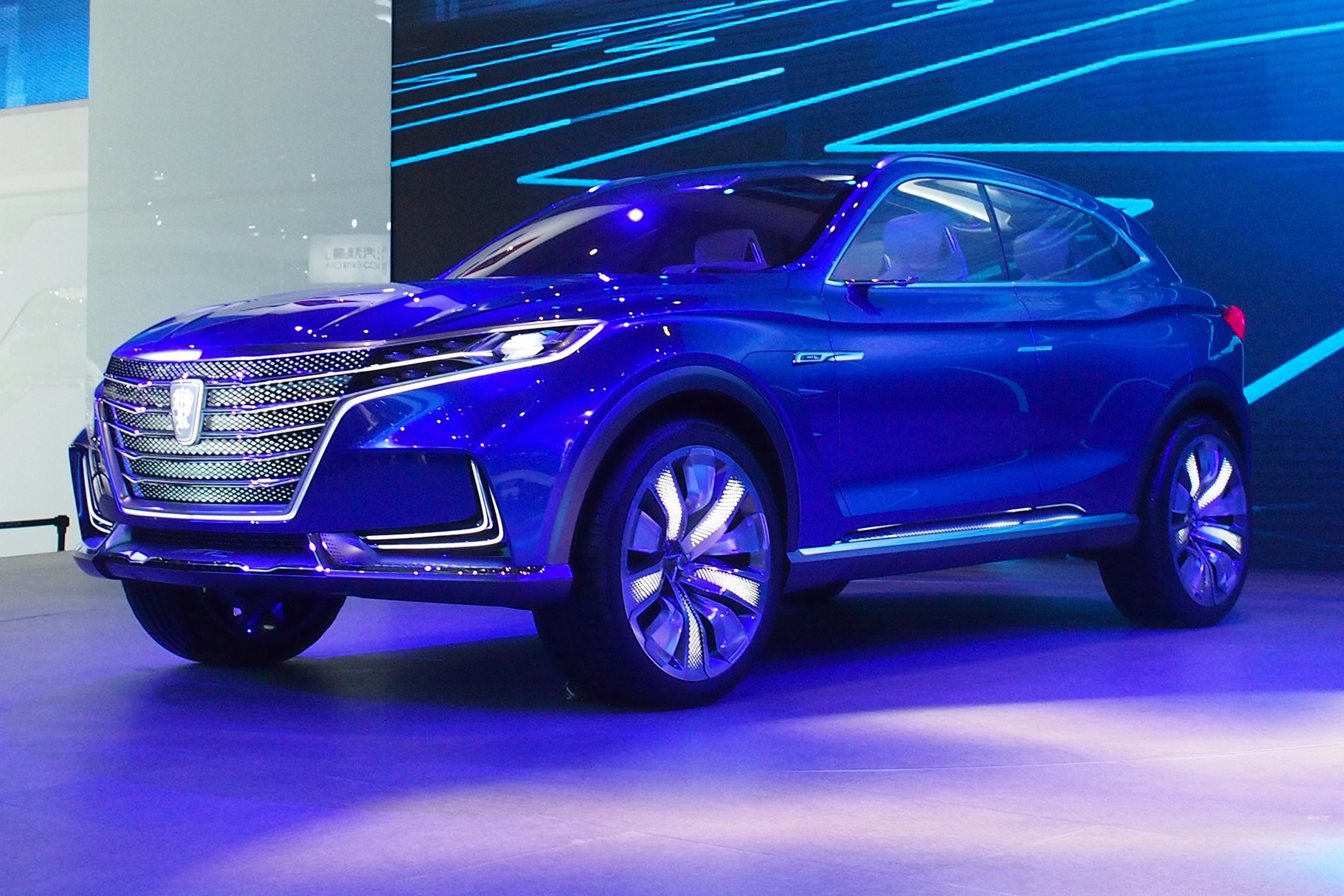
Roewe Vision E Concept 2017

Le Marvel R est préfiguré par le concept car Roewe Vision E Concept présenté au Salon de l'automobile de Shanghai en avril 2017.